# Daïra de Chlef
La daïra de Chlef est une daïra d'Algérie située dans la wilaya de Chlef et dont le chef-lieu est la ville éponyme de Chlef.

## Localisation
La daïra de Chlef est située au centre de la wilaya de Chlef.

## Communes de la daïra
La daïra de Chlef est composée de trois communes : Chlef, Sendjas et Oum Drou.